# ران آلن (بازیکن فوتبال)
ران آلن (انگلیسی: Ron Allen; ۲۲ آوریل ۱۹۳۵ – ۲۰۰۶ (۷۰−۷۱ سال)) بازیکن فوتبال اهل بریتانیا بود.
از باشگاه‌هایی که در آن بازی کرده‌است می‌توان به باشگاه فوتبال لینکولن سیتی و باشگاه فوتبال بیرمنگام سیتی اشاره کرد.